# Єрмак (хокейний клуб)
Хокейний клуб «Єрмак» — хокейний клуб з м. Ангарська, Росія. Заснований у 1958 році. Колишні назви — «Хімік», «Труд». Виступає у чемпіонаті Вищої хокейної ліги. 
Чемпіон РРФСР (1978).
Домашні ігри команда проводить на арені «Єрмак» (6900). Кольори клубу: помаранчевий, білий і чорний.

## Історія
Хокейний клуб в м. Ангарську був заснований в 1958 році. У свій перший сезон 1958—1959 команда посіла перше місце в чемпіонаті виробничих команд. Наступні чотири роки грала в першості СРСР класу «Б», а в 1964 році потрапила до класу «А». У сезоні 1971—72 команда через відсутність фінансування знялася і змушена була починати свій шлях з початку. У 1978 році «Єрмак» став чемпіоном РРФСР.
У складі київського «Сокола» в 80-х роках шукали своє хокейне щастя вихованці «Єрмака»: Сергій Земченко, Андрій Овчинников, Андрій Земко, Михайло Татаринов, Олександр Васильєв, Олег Синьков, Андрій Мажугін, Вадим Кулабухов, Іван Свинцицький, Дмитро Саєнко і Ігор Болдирєв. Троє з них вибороли в 1985 році бронзові медалі чемпіонату СРСР: захисник Михайло Татаринов, нападники Сергій Земченко і Андрій Овчинников. Михайло Татаринов у складі збірної СРСР здобув титул чемпіона світу 1990 року.
У сезоні 2010—11 «Єрмак» в 1/8 плей-оф ВХЛ обіграв «Южний Урал» (рахунок у серії — 3:2), а в чвертьфіналі програв майбутньому чемпіону — тюменської «Рубіну» (0:3).

## Досягнення
- Чемпіон РРФСР (1978)